# Žulj
 Ovo je glavno značenje pojma Žulj. Za druga značenja pogledajte Žulj (razdvojba).
Žulj (lat.: Clavus) je zadebljanje rožastog sloja epiderma na mjestu trenja. Stvaranje i prisutnost žulja ne mora biti neugodno i bolno, ali često jest. Ponekad se i inficira.
Žuljevi se najčešće pojavljuju na rukama, zbog dužeg rada nekim predmetom, o koje se koža trlja. Može se javiti i na stopalima kao posljedica nošenja neudobne ili oštećene obuće.
Žuljevi se mogu liječiti duljim kupkama u emolientnim otopinama (alumen, razne soli), stavljanjem keratolitičkih topika (naročito na bazi trikloroctene kiseline i derivata salicila u raznim koncentracijama) i sasjecanjem sterilnim nožem poslije dezinfekcije kože. Struganje treba obavljati pažljivo, ne dodirujući kožu, jer se ne smije izazvati krvarenje. Ako ipak dođe do krvarenja, poželjno je da se napravi sterilni zavoj s antiseptičkom mašću ili kremom.
Žulj se razlikuje od kurjeg oka, koje se sastoji šiljastog dijela koji prodire u derm.